# Zalmoxis gibbera
Zalmoxis gibbera is een hooiwagen uit de familie Zalmoxioidae.